# Castèthnau d'Anglés
Castèthnau d'Anglés (en francès Castelnau-d'Anglès) és un municipi francès situat al departament del Gers i a la regió d'Occitània.

## Geografia

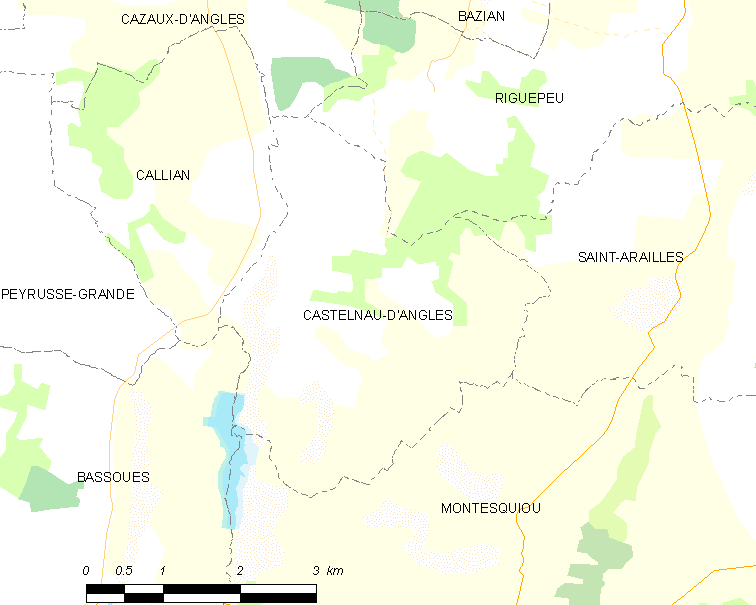
Mapa de la comuna de Castèthnau d'Anglés

## Administració
| Període | Identitat    | Partit        |
| ------- | ------------ | ------------- |
| 2001-   | Gérard Domec | Divers gauche |

## Demografia
| 1962                                       | 1968 | 1975 | 1982 | 1990 | 1999 | 2006 |
| ------------------------------------------ | ---- | ---- | ---- | ---- | ---- | ---- |
| 114                                        | 102  | 96   | 87   | 87   | 90   | 92   |
| Des de 1962: població sense dobles comptes |      |      |      |      |      |      |